# Sextus Tarquinius
Sextus Tarquinius var enligt mytologiska källor yngste son till den siste kungen i romarriket, Tarquinius Superbus.
När Tarquinius Superbus anföll en närbelägen stad, Gabii, fick han problem med att inta staden. Han sände då Sextus Tarquinius, som låtsades att han flydde från sin far. Sextus klagade över faderns odrägliga hårdhet. "Hans tyranni hade nu vändt sig ifrån oskylda emot hans närmaste; äfven en talrikhet af barn misshagade honom; den förödelse, han gjort uti rådkammaren, ville han äfven göra inom sitt eget hus, att han icke måtte efterlemna någon ättling, icke någon arfving till thronen. Han för sin del, undkommen sin faders svärd och dolkar, hade icke annorstädes trott sig finna någon säkerhet, än hos dem som voro fiender till Lucius Tarquinius." 
Sextus blev varmt mottagen och arbetade sig upp inom armén till dess han blev general. Han vann många smärre bataljer mot romarna och blev snart den mäktigaste mannen i Gabii. Därefter lät han mörda alla ledare och överlämnade sedan Gabii till sin far.
Senare hade han en dispyt med sin kusin Lucius Tarquinius Collatinius, son till Egerius Tarquinius, om vems hustru som var dygdigast.
De begav sig druckna hem och fann att Sextus hustru var på en fest medan Collatinius hustru, den vackra Lucretia, var hemma i färd med hushållsarbete. Priset i denna kvinnliga tävlan tillföll Lucretia.
"Sextus Tarquinius intogs af ett brottsligt begär att våldsamt kränka Lucretia. Så väl hennes skönhet som hennes bepröfvade dygd tände hans brånad..".
Några dagar därefter återvände Sextus och med svärd i hand hotade och våldtog han Lucretia. Detta satte igång ett uppror bland adelsmännen och Tarquinius Superbus blev avsatt och tillsammans med hustru och barn landsförvisades han och romerska riket ombildades till republik 509 f.Kr.
Sextus återvände då i sin dåraktighet till Gabii. Folket där hade inte glömt honom och han mördades genast.

## Fotnoter
1. ↑  Titus Livius Ab Urbe Condita Bok 1 KAP 49
2. ↑   Titus Livius Ab Urbe Condita Bok 1 KAP 53
3. ↑  Titus Livius Ab Urbe Condita Bok 1 KAP 57
4. ↑  ”Arkiverade kopian”. Arkiverad från originalet den 19 december 2008. https://web.archive.org/web/20081219154208/http://dante.udallas.edu/hutchison/Seven_kings/Tarquin_Superbus/sextus_tarquinius.htm. Läst 26 maj 2009.

Titus Livius. Ab urbe condita